# Nghiệp vụ thị trường mở
Nghiệp vụ thị trường mở là hoạt động ngân hàng trung ương mua vào hoặc bán ra những giấy tờ có giá của chính phủ trên thị trường. Thông qua hoạt động mua bán ngắn hạn các giấy tờ có giá, ngân hàng trung ương tác động trực tiếp đến nguồn vốn khả dụng của các tổ chức tín dụng, từ đó điều tiết lượng cung ứng tiền tệ và tác động gián tiếp đến lãi suất thị trường.

## Tác động của nghiệp vụ thị trường mở
Trong bảng tổng kết tài sản của ngân hàng trung ương, tài sản có chủ yếu là giấy tờ có giá của chính phủ (đây là tài sản vốn của ngân hàng trung ương), tài sản nợ chủ yếu là tiền giấy và tiền gửi dự trữ của các ngân hàng thương mại (đây là tài sản nợ, là tài sản các tổ chức khác để tại ngân hàng trung ương). Khi ngân hàng trung ương bán ra những giấy tờ có giá của chính phủ trên thị trường như trái phiếu chính phủ, những nơi khác mua, khi đó ngân hàng trung ương sẽ "thu tiền" về theo cơ chế sau: tài khoản vãng lai của người mua trái phiếu chính phủ bị ngân hàng thương mại ghi nợ và ngân hàng trung ương sẽ ghi giảm tài khoản tiền gửi dự trữ của các ngân hàng thương mại tại ngân hàng mình. 
Vì tỷ lệ tiền mặt dự trữ của ngân hàng thương mại bằng tiền gửi dự trữ tại ngân hàng trung ương cộng với tiền mặt dự trữ tại két của họ nên khi tài khoản tiền gửi dự trữ của các ngân hàng thương mại tại ngân hàng trung ương giảm xuống, cơ sở tiền tệ đã giảm đi làm giảm cung tiền một lượng bằng giá trị của trái phiếu chính phủ bán ra nhân với số nhân tiền tệ. ngân hàng trung ương sử dụng biên pháp này khi muốn thắt chặt tiền tệ. 
Ngược lại, khi ngân hàng trung ương mua vào giấy tờ có giá của chính phủ do ngân hàng thương mại bán lại,ngân hàng trung ương sẽ ghi tăng tài khoản tiền dự trữ của các ngân hàng thương mại tại ngân hàng mình. Khi ngân hàng thương mại bán lại giấy tờ có giá của chính phủ cho ngân hàng trung ương thì ngân hàng trung ương trả tiền cho ngân hàng thương mại bằng cách ghi tăng khoản tiền dự trữ của ngân hàng thương mại tại ngân hàng mình. Tiền của ngân hàng thương mại tăng làm cơ sở dẫn đến cung tiền tăng (cung tiền = [tiền mặt + tiền dự trữ (tăng)] x số nhân tiền tệ. 
Việc ghi tăng tài khoản dự trữ của các ngân hàng thương mại có thể dẫn đến ngân hàng trung ương phải in thêm tiền giấy nếu các ngân hàng thương mại có nhu cầu lớn về tiền giấy và đến ngân hàng trung ương xin rút tiền giấy trong khi tiền giấy của ngân hàng trung ương không đủ đáp ứng. Đây là hoạt động mở rộng tiền tệ của ngân hàng trung ương.

## Các loại nghiệp vụ thị trường mở
Nghiệp vụ thị trường mở của các ngân hàng trung ương chủ yếu có hai loại: mua bán giấy tờ có giá dài hạn và mua bán giấy tờ có giá ngắn hạn. Ở Mỹ, nghiệp vụ thị trường mở chủ yếu được thực hiện đối với trái phiếu chính phủ dài hạn. Ở Việt Nam, theo Luật Ngân hàng Nhà nước Việt Nam, Nghiệp vụ thị trường mở là việc Ngân hàng Nhà nước thực hiện mua, bán ngắn hạn các loại giấy tờ có giá của các tổ chức tín dụng thông qua hình thức đấu thầu.
Ngân hàng Nhà nước quy định các loại giấy tờ có giá được sử dụng trong các giao dịch nghiệp vụ thị trường mở gồm:
(1) - Tín phiếu Ngân hàng Nhà nước.
(2) - Trái phiếu Chính phủ, bao gồm: Tín phiếu Kho bạc; Trái phiếu Kho bạc; Trái phiếu công trình Trung ương; Công trái xây dựng Tổ quốc; Trái phiếu Chính phủ do Ngân hàng Phát triển Việt Nam (trước đây là Quỹ Hỗ trợ phát triển) được Thủ tướng Chính phủ chỉ định phát hành.
(3) - Trái phiếu được Chính phủ bảo lãnh, bao gồm: Trái phiếu do Ngân hàng Phát triển Việt Nam và Ngân hàng Chính sách xã hội phát hành được Chính phủ bảo lãnh thanh toán 100% giá trị gốc, lãi khi đến hạn.
(4) - Trái phiếu Chính quyền địa phương do Ủy ban nhân dân thành phố Hà Nội và Ủy ban nhân dân thành phố Hồ Chí Minh phát hành.
(5) - Riêng đối với giao dịch mua có kỳ hạn. Ngân hàng Nhà nước chỉ giao dịch đối với: Công trái xây dựng Tổ quốc; Trái phiếu do Ngân hàng Phát triển Việt Namvà Ngân hàng Chính sách xã hội phát hành được Chính phủ bảo lãnh thanh toán 100% giá trị gốc, lãi khi đến hạn; Trái phiếu Chính quyền địa phương do Ủy ban nhân dân thành phố Hà Nội và Ủy ban nhân dân thành phố Hồ Chí Minh phát hành.